# 内村宏幸
内村 宏幸（うちむら ひろゆき、1962年6月22日 - ）は、日本の放送作家。熊本県人吉市出身。一般社団法人日本放送作家協会理事長。
お笑いコンビ・ウッチャンナンチャンの内村光良は従弟にあたる。
放送作家としての仕事の傍ら、近年は小説家として作品を発表。光良の所属するマセキ芸能社にて芸人養成スクールの講師を務め、公演「スペシャルパンキッシュガーデン」の演出も担当した。

## 来歴
熊本県立人吉高等学校卒業、神奈川大学外国語学部中退。在学中にぴあでアルバイトをしていた。大学時代は、横浜放送映画専門学院に在籍する光良と同居していた。その下宿先へ頻繁に訪れる南原清隆とのネタ打ち合わせを見るうち、アドバイスやネタ出しをするようになった。
その後、ウッチャンナンチャンの人気上昇に伴い、「3人目のウンナン」としてコント台本などを執筆するようになり、放送作家を始めるきっかけとなった。
「オレたちひょうきん族」では、光良との従兄弟関係にちなみ「内村イトコ宏幸」とクレジットされていた。

## 主な担当番組

### ウッチャンナンチャン出演番組
- 笑いの殿堂（フジテレビ）
- 夢で逢えたら（フジテレビ）
- 夢の中から（フジテレビ）
- ウッチャンナンチャンの誰かがやらねば!（フジテレビ）
- ウッチャンナンチャンのやるならやらねば!（フジテレビ）
- ウンナン世界征服宣言（日本テレビ）
- お茶とUN（テレビ朝日）
- ゲッパチ!UN アワーありがとやんした!?（フジテレビ）
- ウンナンの気分は上々。（TBS）
- ウッチャンナンチャンのウリナリ!!（日本テレビ）
- 笑う犬シリーズ（フジテレビ）
  - 代表作は「トシとサチ」「小須田部長シリーズ」
- ウンナンさん（TBS） - 番組の進行役「あんさん」として出演。
- UN街（TBS）
- 内村プロデュース（テレビ朝日、後期はあんちゃん名義で担当）
- ウンナンタイム（TBSラジオ）
- ウチムラセブン（TBS）
- THE THREE THEATER→爆笑レッドシアター（フジテレビ）
- LIFE!〜人生に捧げるコント〜（NHK BSプレミアム→NHK総合テレビ）
- にちようチャップリン（テレビ東京）

### その他のバラエティ番組
- オレたちひょうきん族（フジテレビ、内村イトコ宏幸の名で担当）
- ダウンタウンのごっつええ感じ（フジテレビ、1995年に降板）
- 新しい波（フジテレビ）
- とぶくすり（フジテレビ）
- USO!?ジャパン（TBS）
- メンタルヌード（読売テレビ）
- リンカーン（TBS）
- サラリーマンNEO（NHK）
- 新春 鶴瓶大新年会（フジテレビ）
- バカヂカラ（TOKYO MX）
- AKB48 SHOW!（NHK BSプレミアム）
- となりのシムラ（NHK）
- ワロタ！（AmazonPrime）

## ドラマ・舞台脚本
- 生かし屋という男（ドラマ、テレビ朝日）
- スティング松岡 危機一髪!（ドラマ、フジテレビ）
- ハンブン東京（舞台）
- 銀座cafe太子堂（舞台、作・演出）
- ボンチピープル（舞台、作・演出）
- 株式会社グレーゾーン・エージェンシー（Webドラマ、脚本）
- 夜の連続テレビ小説 うっちゃん第2話（ドラマ、NHK総合『LIFE!〜人生に捧げるコント〜』2021年2月11日放送）

## テレビ出演
- お願い!ランキング GOLD2時間スペシャル（テレビ朝日、2011年9月24日）

## 小説
- 結婚の条件（『小説宝石』2003年4月号に掲載）
- コメンテーター（ショートショート劇場）（『小説宝石』2004年5月号に掲載）
- サラリーマンNEO―内村宏幸オリジナルコント傑作集

## CM
- ダック引越劇場（演者 おぎやはぎ、北陽）